# Psilorhynchidae
Psilorhynchidae är en familj i ordningen karpartade fiskar med 13 arter fördelade på två släkten. Arterna lever i bergsbäckar i Indien, Myanmar och Nepal.
Dessa fiskar är jämförelsevis små med en kroppslängd upp till 10 centimeter. Munnen har köttiga läppar med styva kanter. Hos dessa fiskar finns inga skäggtömmar. Ryggfenan består av tio till tolv fenstrålar. Analfenan bildas av fem strålar och bukfenan av minst fyra strålar. Arternas simblåsa är liten. Psilorhynchidae har 32 till 50 fjäll längs det full utvecklade sidolinjeorganet.

## Släkten och arter
- Psilorhynchus (McClelland, 1839)
  - Psilorhynchus balitora (Hamilton, 1822)
  - Psilorhynchus sucatio (Hamilton, 1822) 
  - Psilorhynchus homaloptera (Hora & Mukerji, 1935) 
  - Psilorhynchus pseudecheneis (Menon & Datta, 1964)
  - Psilorhynchus gracilis (Rainboth, 1983) 
  - Psilorhynchus microphthalmus (Vishwanath & Manojkumar, 1995) 
  - Psilorhynchus robustus (Conway & Kottelat, 2007) 
  - Psilorhynchus amplicephalus (Muralidharan & Sivakumar, 2007) 
  - Psilorhynchus rahmani (Conway & Mayden, 2008) 
  - Psilorhynchus tenura (Arunachalam & Muralidharan, 2008) 
  - Psilorhynchus nepalensis (Conway & Mayden, 2008)
  - Psilorhynchus breviminor (Conway & Mayden, 2008)
- Psilorhynchoides (Yazdani, Singh & Rao, 1993)
  - Psilorhynchoides arunachalensis (Nebeshwar, Bagra & Das, 2007)